# Club Deportivo Barrio Mexico
Le Club Deportivo Barrio Mexico, anciennement Asociación Deportiva Barrio México, est un club de football de San José, au Costa Rica. 
Il joue en Primera División.

## Palmarès
- Championnat du Costa Rica
  - Vice-champion : 1976